# Sölve Karlsson
Sölve Jöns Ottomar Eugen Karlsson, Sax-Sölve, född den 7 februari 1921 i Bjuv, död 3 oktober 1968 i Raus församling, var en svensk saxofonist. 
Karlsson började sin musikerbana i det militära via dom militära förbanden Skånska kavalleriregementet i Helsingborg, Skånska trängregementet i Hässleholm och Bohusläns regemente i Uddevalla kom han sedermera till Svea livgarde i Stockholm, där han studerade vid Kungliga Musikhögskolan. År 1946 engagerades Karlsson till Nordvästra Skånes Orkesterförening i Helsingborg. Här fick han tillfälle att utveckla och framvisa sitt stora anlag och intresse här i livet, saxofonen, i hela dess bredd av användning.
Som kapellmästaren "Sax-Sölve" ledde han på 1950-talet en dansorkester, vilken var av hög klass och därför mycket engagerad. Men vad som gjorde Sölve Karlsson känd i vida kretsar, även utanför landets gränser, var hans artistiska förmåga som saxofonist i seriösa sammanhang. Otaliga var hans radioframträdanden, bland annat i Sveriges Radio och då oftast med assistans av Håkan von Eichwald vid flygeln. På konsertestraden uppförde Karlsson med bravur de svåraste verk som skrivits för instrumentet. Höjdpunkten i hans musikerbana var nog hans engagemang som solist i Tivolis orkester i Köpenhamn räknas. Karlsson var bland annat ledare för Billesholms musikkår.

## Sax-Sölves orkester

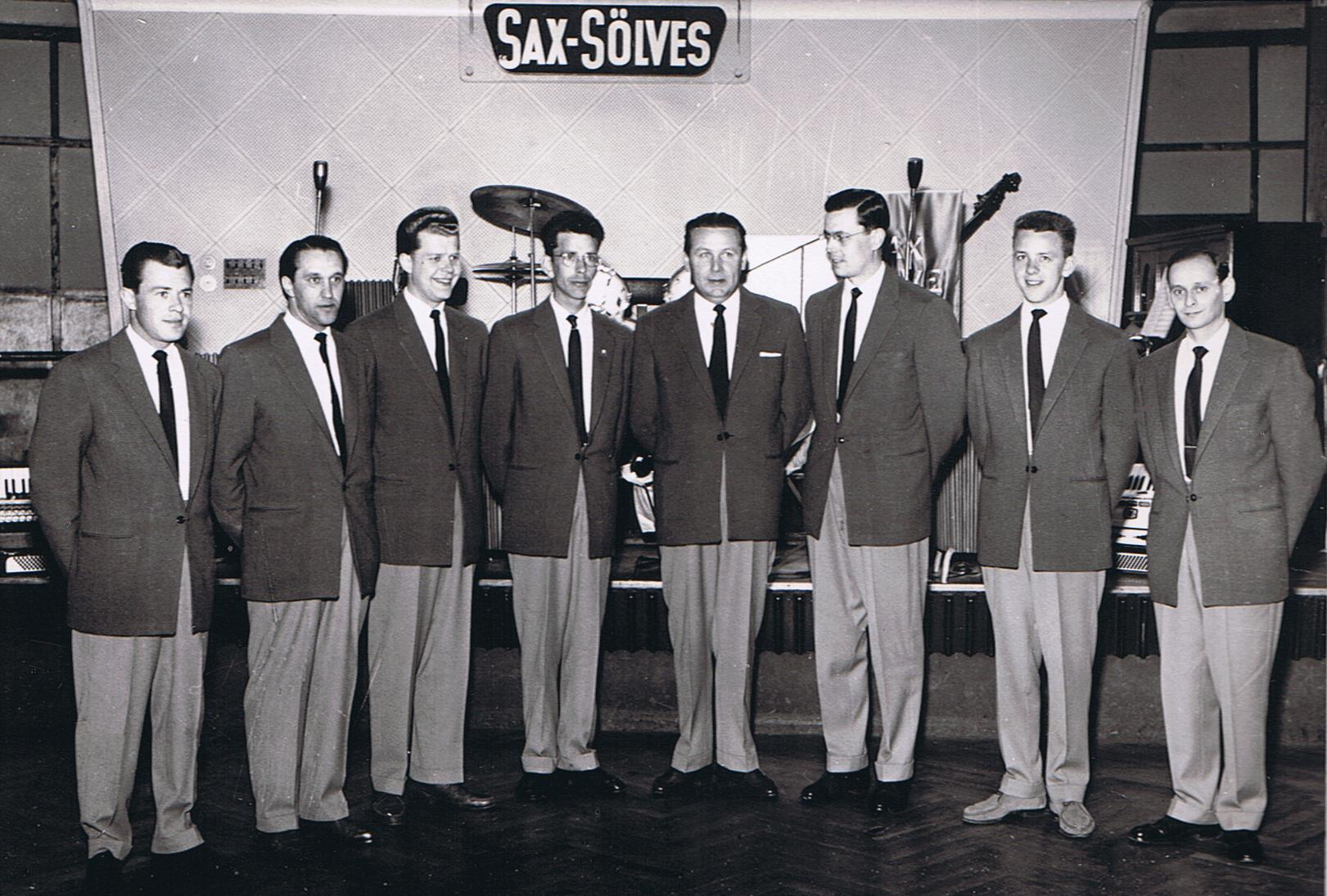
Sax-Sölves Orkester, Folkparken i Helsingborg på 1950-talet.
På bilden syns från vänster Willy Jönsson, sax och dragspel, Åke Blomkvist, trumpet, Arne Jönsson, piano, Curt Jonasson, trummor, Sölve Karlsson, sax och klarinett, Rune Håkansson, sax, Jan "Offside" Andersson, bas, Hans Goldström, sax och klarinett.

Sax-Sölves orkester var ett flitigt anlitat husband på folkparken i Helsingborg. På 50-talet ledde Sölve Karlsson också sina olika upplagor av Sax-Sölves. Vid val av musikanter valde Sölve Karlsson givetvis i mån av tillgång gärna musikanter som hade eller hade haft musiken som heltidssysselsättning. I kompet fanns trumslagare som till exempel Per-Olof Gillblad, Curt Jonasson och Gillis Carlsson och på bas bland annat Max Brink, som senare kunde avlyssnas ihop med Stockholms unga Jazz-garde. På bas spelade också Sölves äldste son Jan "Offside" Andersson. Vid pianot satt ibland Bertil Melander, Arne Andersson och Olle Ence. Karl-Erik Nilsson och Åke Blomkvist spelade trumpet och bland rörblåsarna fanns Hans Goldström, Gösta Rune Johansson, "Tutte" Nilsson och Erik Slinge. 
Mellansonen Christer Karlsson (sax) har bland annat spelat med i Helsingborgs Big Band och Billesholm Big Band men har lagt saxen åt sidan.